# صندوق الغداء (فلم هندي)
صندوق الغداء (العنوان في الهند : द लंच बॉक्स, Dabba ؛ كندا : Saveurs indiennes ؛ بالإنجليزية : The Lunchbox) هو فيلم دراما هندي من إنتاج مشترك بين الهند وألمانيا وفرنسا، وهو من تأليف وإخراج ريتيش باترا، صدر في عام 2013. تم اختيار الفيلم في مهرجان كان السينمائي 2013 كجزء من أسبوع النقاد لتتنافس على جائزة الكاميرا الذهبية. كما شارك الفيلم في مهرجان تورنتو السينمائي الدولي 2013.
يروي الفيلم قصة رجل أعزب يشغل منصب موظف حكومي وامرأة متزوجة تصنع أشهى المأكولات مرفوقة برسالة تبعثها لزوجها، لكن ذات يوم يتسلم منها الموظف وجبة الغداء عن طريق الخطأ من مصلحة إرسال الطلبات لتتوالى الأحداث.

## روابط خارجية
- Official Website
- مقالات تستعمل روابط فنية بلا صلة مع ويكي بيانات
- صندوق الغداء على موقع بوليوود جسد الثقافة